# HiPE
Desambiguación ciencia de los materiales: HIPE que quiere decir "High Internal Phase Emulsions" emulsiones altamente concentradas.
HiPE es un compilador a código de nativo de Erlang. Sus siglas quieren decir "High Performance Erlang", indicando su divergencia de las implementaciones más comunes: emulación.
HiPE es el acrónimo de High Performance Erlang (Erlang de Alto
Rendimiento) que es el nombre de un grupo de investigación
sobre Erlang formado en la Universidad de Upsala en 1998. El
grupo desarrolló un compilador de código nativo de modo que la
máquina (BEAM) virtual de Erlang no tenga que interpretar ciertas
partes del código si ya están en lenguaje máquina mejorando así
su rendimiento.
HiPE es una codificación completa de Erlang, permite integración entre código nativo y emulado, y soporta concurrencia. HiPE se basa en el intérprete "bytecode" JAM (Joe's Abstract Machine) de Erlang, sobre el que añade la posibilidad de compilar y ejecutar código Erlang a código nativo.
Desde 2001 HiPE se integró en la distribución de Erlang, por lo que accediendo al proyecto "Open Source Erlang" se obtiene a su vez HiPE. No obstante en el sitio del proyecto albergado por la Universidad de Upsala se encuentran disponibles versiones anteriores.

### Proyecto principal
- Sitio web oficial del proyecto

### Otros enlaces
- HiPE: High Performance Erlang Whitepaper
- Referencias y citas en Microsoft Academic Search (enlace roto disponible en Internet Archive; véase el historial, la primera versión y la última).
- Preguntas frecuentes de Erlang y orígenes de JAM
- Presentación de HiPE y comparativas de motores de Erlang Archivado el 18 de agosto de 2010 en Wayback Machine.

- Datos: Q5896977